# Mary Alice Young
Mary Alice Young, születési nevén Angela Forrest (1965. november 18. – 2004. szeptember 26.) egy fiktív személy, az amerikai ABC televíziós csatorna Született feleségek című sorozatának egyik szereplője. Az első évad első részében öngyilkosságot követ el, s onnantól kezdve ő az események narrátora. Magyar hangja Liptai Claudia.

## Szerepe a történetben
Időrendben még az első évad története előtt kórházi ápolónő, gyermektelen, Deirdre Taylor barátja. 1993-ban a terhessége alatt drogfüggővé váló Deirdre felkeresi, hogy pénzt kérjen tőle – miután ő elutasítja, Deirdre felajánlja számára megvételre nemrég született gyermekét, amit a család el is fogad. Hogy a fiút később vissza ne követelhesse, az ajánlatot elfogadó Angela és férje, Todd Forrest Széplakra, a Lila Akác közbe költöznek és Paul Youngra, illetve Mary Alice Youngra változtatják nevüket. Itt szoros barátságokat köt, s legközelebbi barátjaivá Bree Hodge, Lynette Scavo Susan Mayer és Gabriel Solis válnak.
Deirde a költözés ellenére mégis a nyomukra akad és három évvel később kétszer is meglátogatja őket, hogy gyermekét újra magához vegye, ám a második alkalommal kialakuló dulakodásban Mary Alice megöli őt. A holttestet feldarabolják, ládába teszik és az udvaron épülő medencéjük közelében elrejtik.
Miután évekkel később Martha Huber rájön, hogy mi történt, zsarolni kezdi Maryt[forrás?], mire ő a bűntudatától hajtva öngyilkos lesz: egy revolverrel fejbe lövi magát.
Mint narrátor, illetve mint álmokban megjelenő személy végig jelen van a sorozatban.